# Lenindar (przystanek kolejowy)
Lenindar (biał. Леніндар, ros. Ленинодар, ros. nazwa normatywna Лениндар) – przystanek kolejowy w miejscowości Lenindar, w rejonie dobruskim, w obwodzie homelskim, na Białorusi.